# Margit Jentsch
Margit Jentsch (* 6. April 1963 in Erfurt) ist eine deutsche Politikerin (SED, PDS). Sie gehörte der letzten Volkskammer der DDR an.

## Leben und Beruf
Jentsch besuchte die POS im Erfurter Stadtteil Möbisburg, später mit erweitertem Russischunterricht. Sie studierte an der Pädagogischen Fachschule in Gotha und schloss als Kindergärtnerin ab. Den erlernten Beruf übte sie daraufhin in der Kinderkombination V und im Kindergarten "8. Mai" in Gotha aus. 1988 begann sie ein weiteres Studium der Rehabilitationspädagogik an der Humboldt-Universität Berlin.
Zum Zeitpunkt ihrer Wahl in die Volkskammer war Jentsch verheiratet, hatte zwei Kinder und wohnte in Seebergen.

## Politik
Jentsch trat 1986 in die SED ein, welche 1990 in der PDS aufging. Diese nominierte sie für die Volkskammerwahl 1990 auf Platz 3 der PDS-Liste im Wahlkreis Erfurt, über den sie in die Volkskammer einzog. Dieser gehörte sie bis zu deren Auflösung am 2. Oktober 1990 an.